# 三钢
中国武汉文化大革命时期的造反派群众组织“钢工总”、“钢九·一三”、“钢二司”，在文革进程中被称为三钢，后又称为“钢派”。1967年5月1日，三新、二司、工造总司、工人总部联络站、三司革联、中学红联等16个组织联合组织数十万人游行，庆祝国际劳动节，游行队伍中同时出现“钢二司”、“钢工总”、“钢九一三”三面大旗，此后就有了“三钢”之称。

## 钢工总
毛泽东思想战斗队武汉地区工人总部，简称工人总部或工总，后称钢工总，是文化大革命期间的武汉工人群众组织，1966年11月10日成立，主要领导人朱鸿霞、胡厚民、夏邦银等。
1966年9-10月，在湖北大学（现中南财经政法大学）造反派和南下造反大队学生串联下，在湖大31号楼，湖大学生陈春茂负责筹备，11月10日，正式成立“工总”。成立仪式在洪山礼堂举行。张体学（湖北省委代理第一书记、省长）和赵修（省委书记处书记）到会，表示支持工人的革命行动，但不同意成立总部，只同意成立联络站。“工总”为此组织成员上北京。
1967年3月被武汉军区强行解散，各级主要负责人被抓捕。4、5月间，其基层组织重新树旗。开始被称为“钢工总”。

## 钢二司
毛泽东思想红卫兵武汉地区革命造反司令部，简称二司，后称钢二司，是于1967年10月26日成立的学生群众组织。主要领导人杨道远、周红星、丁家显、方保林等，后与“钢工总”结盟。出版报纸《革命造反报》，1967年6月22日改名为《武汉钢二司》。
1967年10月下旬，武汉“毛泽东思想红卫兵”准备建立一个协调全市所有思想兵的司令部。每个学院派几名代表参与筹备。武汉测绘学院学生杨道远被选为领袖。华中工学院和湖北大学（现中南财经政法大学）的红卫兵未参加二司，后来他们分别成立了新华工和新湖大。10月26日，“二司”正式成立。一些省委领导人出席了二司成立大会。

## 钢九·一三
毛泽东思想九·一三战斗兵团（为纪念毛泽东1957年9月13日视察武钢而取名），简称九·一三兵团，后称钢九·一三，原为工总武钢分部，1966年12月12日成立（分裂）。以武汉钢铁厂的工人为主。主要领导人杨玉珍、白玉柱、李想玉、邓金福、但功荣等。

## 扩展阅读
- 王芳，《记忆中的底层文革——关于文革时期武汉“钢工总”的口述历史研究》（硕士学位论文），武汉理工大学，2008年。
- 杨道远，《奉献——我经历的无产阶级文化大革命》，中国文化传播出版社，2010年。（文革爆发时作者是武汉测绘学院毕业生，曾任武汉“钢二司”主要负责人、湖北省革命委员会副主任、武汉测绘学院革命委员会主任、武汉市红代会主任。）
- 李承弘，《百年寻梦》，香港：中国文化传播出版社，2010年。（文革爆发时作者是武昌造船厂铸钢厂工人，曾任武汉“钢工总”组织部长。）
- 王光照，《这里 那时 潮起潮落——武汉锅炉厂文革纪事》，中国文化传播出版社，2013年。（文革爆发时作者是武汉锅炉厂工人，曾任武汉“钢工总”基层组织负责人、武汉锅炉厂革命委员会委员、厂革委生产指挥组副组长。）